# Frihedspartiet i Kärnten
Frihedspartiet i Kärnten (tysk: Die Freiheitlichen in Kärnten (FPK)) er et østrigsk parti. Det opstod som en selvstændig delstatsgruppe af Frihedspartiet i Østrig (FPÖ) i 1986, samme år som Jörg Haider blev valgt til formand for FPÖ. Da Jörg Haider i 2005 beslutter at stifte partiet Alliancen for Østrigs Fremtid (BZÖ), besluttede Frihedspartiet i Kärnten at udskille sig fra FPÖ og i stedet slutte sig til BZÖ.
I december 2009 beslutter Frihedspartiet i Kärnten sig til at skille fra BZÖ, og partiet har siden 2010 indgået et samarbejde med FPÖ på landsplan.